# Oppo Reno8 5G
Oppo Reno8 5G — лінійка смартфонів, розроблених компанією OPPO, що входять у серію Reno. Глобальна лінійка складається з Oppo Reno8 5G, Reno8 Pro та Reno8 Lite/Z, а китайська — Reno8 5G, Reno8 Pro та Reno8 Pro+.
Глобальна версія Oppo Reno8 5G відрізняється від китайської в основному камерами, в той же час глобальний Oppo Reno8 Pro є міжнародним варіантом Oppo Reno8 Pro+.

## Дизайн
Екран виконаний зі скла Corning Gorilla Glass 5. В Reno8 5G задня панель та рамка виконані з пластику, а в Reno8 Pro та Reno8 Pro+ — зі скла та алюмінію відповідно.
Дизайн задньої панелі подібний до смартфонів серії Find 2021-2022 років із задньою панеллю, що плавно перетікає в острівець камери.
Знизу розміщені роз'єм USB-C, динамік, мікрофон та слот під 2 SIM-картки, а зверху — другий мікрофон та тільки в Reno8 Pro/Pro+ другий динамік. З лівого боку розміщені кнопки регулювання гучності, коли з правого боку розміщена кнопка блокування із зеленою рискою.
Смартфони були доступні в наступних кольорах:
| Reno8 5G | Reno8 5G      | Reno8 5G/Pro (Китай) | Reno8 5G/Pro (Китай) | Reno8 Pro | Reno8 Pro    | Reno8 Pro+ | Reno8 Pro+     |
| Колір    | Назва         | Колір                | Назва                | Колір     | Назва        | Колір      | Назва          |
| -------- | ------------- | -------------------- | -------------------- | --------- | ------------ | ---------- | -------------- |
|          | Shimmer Black |                      | Night Tour Black     |           | Glazed Black |            | Dark           |
|          | Shimmer Gold  |                      | Tipsy                |           | Glazed Green |            | Easy Green     |
|          |               |                      | Sky Blue             |           |              |            | Wandering Gray |
|          |               |                      | Iris Purple          |           |              |            |                |

## Технічні характеристики

### Платформа
Reno8 5G отримав процесор Dimensity 1300 з графічним процесором Mali-G77 MC9, китайський варіант Reno8 Pro — Qualcomm Snapdragon 7 Gen 1 з Adreno 644, а Reno8 Pro/Pro+ — MediaTek Dimensity 8100-MAX з Mali-G610 MC6. Також Pro-моделі мають чип NPU власної розробки MariSilicon X для обробки зображень.

### Батарея
Смартфони отримали батарею об'ємом 4500 мА·год, підтримку швидкої зарядки SUPERVOOC потужністю 80 Вт та підтримку зворотної дротової зарядки.

### Камери

#### Основна камера
Reno8 5G та Reno8 Pro/Pro+ отримали основну потрійну камеру, що складається із ширококутного об'єктива Sony IMX766 на 50 Мп з діафрагмою f/1.8 та багатонаправленим фазовим автофокусом, надширококутного об'єктива на 8 Мп з діафрагмою f/2.2 та кутом огляду 112° і макрооб'єктива на 2 Мп з діафрагмою f/2.4.
Китайський варіант Reno8 5G отримав основну потрійну камеру, що складається із ширококутного об'єктива на 50 Мп з діафрагмою f/1.8 та фазовим автофокусом і макрооб'єктива та сенсора глибини по 2 Мп зі діафрагмою f/2.4.
Китайський варіант Reno8 Pro отримав основну потрійну камеру, що складається із ширококутного об'єктива 50 Мп з діафрагмою f/1.8 та фазовим автофокусом, надширококутного об'єктива на 8 Мп з діафрагмою f/2.2 та кутом огляду 120° і макрооб'єктива на 2 Мп з діафрагмою f/2.4.
Всі моделі отримали передню камеру Sony IMX709 на 32 Мп, з діафрагмою f/2.4. Також в Reno8 Pro/Pro+ вона має автофокус.
Основна камера всіх моделей вміє записувати відео в роздільній здатності 4K@30fps, а передня — в 1080p@30fps.

### Екран
Oppo Reno8 5G отримав AMOLED-екран, діагоналлю 6,4" в глобальної моделі та 6,43" в китайською моделі з роздільною здатністю FHD+ (2400 × 1080), щільністю пікселів 411 ppi в глобальної версії і 409 ppi в китайської, співвідношенням сторін 20:9, частотою оновлення дисплея 90 Гц та круглим вирізом під фронтальну камеру, розміщеним зверху в лівому кутку.
Китайський варіант Oppo Reno8 Pro отримав AMOLED-екран, діагоналлю 6,62" з роздільною здатністю FHD+ (2400 × 1080), щільністю пікселів 397 ppi, співвідношенням сторін 20:9, частотою оновлення дисплея 120 Гц, підтримкою HDR10+ та круглим вирізом під фронтальну камеру, розміщеним зверху в лівому кутку.
Oppo Reno8 Pro/Pro+ отримав AMOLED-екран, діагоналлю 6,7" з роздільною здатністю FHD+ (2412 × 1080), щільністю пікселів 394 ppi, співвідношенням сторін 20:9, частотою оновлення дисплея 120 Гц, підтримкою HDR10+ та круглим вирізом під фронтальну камеру, розміщеним зверху в центрі.
В усіх моделей під дисплей вбудовано в оптичний сканер відбитків пальців.

### Звук
Oppo Reno8 Pro/Pro+ отримав два мультимедійні динаміки, розташовані на верхній та нижній грані, що утворюють стереопару. В Reno8 5G та китайського Reno8 Pro присутній лише один мультимедійний динамік.

### Пам'ять
Oppo Reno8 5G та китайський варіант Reno8 Pro продавалися в конфігураціях 8/128, 8/256 та 12/256 ГБ, а Reno8 Pro/Pro+ — 8/256 та 12/256 ГБ.
Oppo Reno8 5G та китайський варіант Reno8 Pro використовують оперативну пам'ять типу LPDDR4X, а Reno8 Pro/Pro+ — типу LPDDR5. Також в Reno8 5G та Reno8 Pro/Pro+ використовується пам'ять постійного зберігання типу UFS 3.1, а в китайського Reno8 Pro — типу UFS 2.2.

### Програмне забезпечення
Смартфони були випущені на ColorOS 12.1 на базі Android 12 і були оновлені до ColorOS 14 на базі Android 14.

## Oppo Reno8 Pro House of the Dragon Limited Edition
Oppo Reno8 Pro House of the Dragon Limited Edition — спеціальне видання Oppo Reno8 Pro, присвячене серіалу «Дім дракона». В стилізованій коробці йде Oppo Reno8 Pro в кольорі Glazed Black і конфігурації 12/256 ГБ, чохол із стилізованої під шкіру дракона штучної шкіри та емблемою Дому Таргарієн, яйцем дракона, інструментом, для діставання слоту SIM-карт у вигляді голови дракона, тримачем телефону з емблемою дракона, брелоком із символом Дому Таргарієн та вшановувальним посланням.